# Magický prazdroj
Magický prazdroj (v originále slovní hříčka Sourcery) je humoristická fantasy kniha Terryho Pratchetta, pátá ze série Zeměplocha.

## Obsah
Na Zeměploše má osmý syn osmého syna kouzelné schopnosti a stává se mágem (srov. Čaroprávnost). Jeden mág ale porušil slib celibátu a jeho osmý syn Peníz (v angličtině Coin) tak je mimořádně silným supermágem. Otci se podaří podvést Smrtě a skrýt se v jeho holi, z níž nadále ovlivňuje jeho život a snaží se dosáhnout světovlády. V tom proti němu stojí jen malá skupina hrdinů, zejména nedostudovaný mág Mrakoplaš (jeho první návrat po Lehkém fantastičnu a už bez Dvoukvítka) a kadeřnice Conina, dcera Barbara Cohena.